# Marco Cecchinato
Marco Cecchinato (phát âm tiếng Ý: [ˈmarko tʃekkiˈnaːto]; sinh ngày 30 tháng 9 năm 1992) là một vận động viên quần vợt chuyên nghiệp người Ý. Vào ngày 29 tháng 4 năm 2018, anh có được danh hiệu ATP World Tour đầu tiên tại Giải quần vợt Hungary Mở rộng 2018. Anh trở thành tay vợt người Sicilia đầu tiên giành được một danh hiệu ATP. Kết quả Grand Slam tốt nhất của anh là lọt vào vòng bán kết tại Giải quần vợt Pháp Mở rộng 2018. Trong ba giải đấu còn lại, anh không thắng một trận đấu nào, mặc dù có một match point tại Giải quần vợt Úc Mở rộng 2019.

## Chung kết sự nghiệp ATP

### Đơn: 3 (3 danh hiệu)
| Chú thích                         |
| --------------------------------- |
| Grand Slam (0–0)                  |
| ATP World Tour Finals (0–0)       |
| ATP World Tour Masters 1000 (0–0) |
| ATP World Tour 500 Series (0–0)   |
| ATP World Tour 250 Series (3–0)   |

| Chung kết theo mặt sân |
| ---------------------- |
| Cứng (0–0)             |
| Đất nện (3–0)          |
| Cỏ (0–0)               |

| Chung kết theo lắp đặt |
| ---------------------- |
| Ngoài trời (3–0)       |
| Trong nhà (0–0)        |

| Kết quả | T–B | Ngày             | Giải đấu                   | Thể loại   | Mặt sân | Đối thủ           | Tỷ số         |
| ------- | --- | ---------------- | -------------------------- | ---------- | ------- | ----------------- | ------------- |
| Vô địch | 1–0 | tháng 4 năm 2018 | Hungary Mở rộng, Hungary   | 250 Series | Đất nện | John Millman      | 7–5, 6–4      |
| Vô địch | 2–0 | tháng 7 năm 2018 | Croatia Open Umag, Croatia | 250 Series | Đất nện | Guido Pella       | 6–2, 7–6(7–4) |
| Vô địch | 3–0 | tháng 2 năm 2019 | Argentina Open, Argentina  | 250 Series | Đất nện | Diego Schwartzman | 6–1, 6–2      |

## Chung kết ATP Challengers và ITF Futures

### Đơn: 19 (11–8)
| Chú thích             |
| --------------------- |
| ATP Challengers (5–7) |
| ITF Futures (6–1)     |

| Kết quả | T–B | Ngày             | Giải đấu                | Thể loại   | Mặt sân  | Đối thủ                 | Tỷ số              |
| ------- | --- | ---------------- | ----------------------- | ---------- | -------- | ----------------------- | ------------------ |
| Win     | 1–0 | Th3 năm 2012     | Umag, Croatia           | Futures    | Clay     | Andrej Martin           | 6–3, 6–4           |
| Loss    | 1–1 | Th2 năm 2013     | Zagreb, Croatia         | Futures    | Hard (i) | Damir Džumhur           | 2–6, 5–7           |
| Win     | 2–1 | Th3 năm 2013     | Umag, Croatia           | Futures    | Clay     | Attila Balázs           | 6–4, 6–2           |
| Win     | 3–1 | Th7 năm 2013     | Modena, Italy           | Futures    | Clay     | Dominic Thiem           | 6–3, 6–4           |
| Win     | 1–0 | Th8 năm 2013     | San Marino, San Marino  | Challenger | Clay     | Filippo Volandri        | 6–3, 6–4           |
| Loss    | 1–1 | Th9 năm 2013     | Sibiu, Romania          | Challenger | Clay     | Jaroslav Pospíšil       | 6–4, 4–6, 1–6      |
| Win     | 4–1 | Th3 năm 2014     | Pula, Italy             | Futures    | Clay     | Dennis Novak            | 6–4, 6–2           |
| Win     | 5–1 | Th3 năm 2014     | Pula, Italy             | Futures    | Clay     | Roberto Carballés Baena | 6–4, 6–1           |
| Loss    | 1–2 | Th6 năm 2014     | Mestre, Italy           | Challenger | Clay     | Pablo Cuevas            | 4–6, 6–2, 2–6      |
| Win     | 2–2 | Th4 năm 2015     | Turin, Italy            | Challenger | Clay     | Kimmer Coppejans        | 6–2, 6–3           |
| Loss    | 2–3 | Th9 năm 2015     | Genoa, Italy            | Challenger | Clay     | Nicolás Almagro         | 7–6(7–1), 1–6, 4–6 |
| Win     | 3–3 | Th6 năm 2016     | Milan, Italy            | Challenger | Clay     | Laslo Đere              | 6–2, 6–2           |
| Loss    | 3–4 | Th9 năm 2016     | Como, Italy             | Challenger | Clay     | Kenny de Schepper       | 6–2, 6–7(0–7), 5–7 |
| Win     | 6–1 | Th3 năm 2017     | Pula, Italy             | Futures    | Clay     | Andrea Basso            | 6–4, 6–1           |
| Loss    | 3–5 | tháng 5 năm 2017 | Ostrava, Czech Republic | Challenger | Clay     | Stefano Travaglia       | 2–6, 6–3, 4–6      |
| Win     | 4–5 | tháng 5 năm 2017 | Rome, Italy             | Challenger | Clay     | Jozef Kovalík           | 6–4, 6–4           |
| Loss    | 4–6 | Th6 năm 2017     | Todi, Italy             | Challenger | Clay     | Federico Delbonis       | 5–7, 1–6           |
| Loss    | 4–7 | Th9 năm 2017     | Como, Italy             | Challenger | Clay     | Pedro Sousa             | 6–1, 2–6, 4–6      |
| Win     | 5–7 | Th3 năm 2018     | Santiago, Chile         | Challenger | Clay     | Carlos Gómez-Herrera    | 1–6, 6–1, 6–1      |

## Thống kê sự nghiệp
| VĐ | CK | BK | TK | V# | RR | Q# | A |  | Z# | PO | G | F-S | SF-B | NMS | NH |

### Đơn
Tính đến Madrid Masters 2019.
| Tournament                  | 2012  | 2013  | 2014  | 2015  | 2016  | 2017  | 2018  | 2019  | SR        | W–L       |           |
| --------------------------- | ----- | ----- | ----- | ----- | ----- | ----- | ----- | ----- | --------- | --------- | --------- |
| Grand Slam                  |       |       |       |       |       |       |       |       |           |           |           |
| Úc Mở rộng                  | A     | A     | Q1    | Q2    | 1R    | Q1    | Q1    | 1R    | 0 / 2     | 0–2       |           |
| Pháp Mở rộng                | A     | A     | Q2    | Q3    | 1R    | Q3    | SF    | 1R    | 0 / 3     | 5–3       |           |
| Wimbledon                   | A     | A     | A     | A     | A     | 1R    | 1R    |       | 0 / 2     | 0–2       |           |
| Mỹ Mở rộng                  | A     | A     | Q2    | 1R    | A     | Q1    | 1R    |       | 0 / 2     | 0–2       |           |
| Thắng–Bại                   | 0–0   | 0–0   | 0–0   | 0–1   | 0–2   | 0–1   | 5–3   | 0–2   | 0 / 9     | 5–9       |           |
| ATP World Tour Masters 1000 |       |       |       |       |       |       |       |       |           |           |           |
| Indian Wells Masters        | A     | A     | A     | Q1    | A     | A     | A     | 2R    | 0 / 1     | 0–1       |           |
| Miami Masters               | A     | A     | A     | Q1    | A     | A     | A     | 3R    | 0 / 1     | 0–1       |           |
| Monte-Carlo Masters         | A     | A     | A     | A     | 1R    | A     | 2R    | 3R    | 0 / 2     | 1–2       |           |
| Madrid Masters              | A     | A     | A     | A     | A     | A     | A     | 1R    | 0 / 0     | 0–1       |           |
| Internazionali BNL d'Italia | Q2    | Q2    | 1R    | Q1    | 1R    | A     | 2R    |       | 0 / 3     | 1–3       |           |
| Canada Mở rộng              | A     | A     | A     | A     | A     | A     | 1R    |       | 0 / 1     | 0–1       |           |
| Cincinnati Masters          | A     | A     | A     | Q1    | A     | A     | 1R    |       | 0 / 1     | 0–1       |           |
| Thượng Hải Masters          | A     | A     | A     | A     | A     | A     | 3R    |       | 0 / 1     | 2–1       |           |
| Paris Masters               | A     | A     | A     | A     | A     | A     | 1R    |       | 0 / 1     | 0–1       |           |
| Thắng–Bại                   | 0–0   | 0–0   | 0–1   | 0–0   | 0–2   | 0–0   | 4–6   | 0–2   | 0 / 11    | 4–11      |           |
| Đại diện quốc gia           |       |       |       |       |       |       |       |       |           |           |           |
| Davis Cup                   | A     | A     | A     | A     | QF    | A     | A     |       | 0 / 1     | 1–0       |           |
| Thống kê sự nghiệp          |       |       |       |       |       |       |       |       |           |           |           |
|                             | 2012  | 2013  | 2014  | 2015  | 2016  | 2017  | 2018  | 2019  | Sự nghiệp | Sự nghiệp | Sự nghiệp |
| Giải đấu                    | 0     | 1     | 3     | 4     | 10    | 5     | 25    | 8     | 56        | 56        | 56        |
| Danh hiệu / Chung kết       | 0 / 0 | 0 / 0 | 0 / 0 | 0 / 0 | 0 / 0 | 0 / 0 | 2 / 2 | 1 / 1 | 3 / 3     | 3 / 3     |           |
| Tổng số Thắng–Bại           | 0–0   | 0–1   | 0–3   | 0–4   | 3–10  | 1–5   | 23–23 | 6–7   | 33–53     | 33–53     |           |
| Xếp hạng cuối năm           | 409   | 163   | 159   | 90    | 187   | 109   | 20    |       | 38.37%    | 38.37%    |           |

## Thành tích đối đầu với tay vợt trong top 10
Dưới đây là thành tích đối đầu với các tay vợt đã từng nằm trong top 10 bảng xếp hạng ATP của Cecchinato, trong đó tay vợt được in đậm là đã từng số 1.
- Marcos Baghdatis 2–0
- Gilles Simon 2–0
- Marin Čilić 1–0
- Pablo Carreño Busta 1–1
- Novak Djokovic 1–1
- David Goffin 1–2
- Juan Mónaco 0–1
- Mardy Fish 0–1
- Gaël Monfils 0–1
- Tomáš Berdych 0–1
- Kei Nishikori 0–1
- Dominic Thiem 0–1
- Milos Raonic 0–3

* Tính đến 16 tháng 4 năm 2019.

### Thắng tay vợt trong Top-10
- Anh có thành tích đối đầu với các tay vợt này là 1–5 (.167), tại thời điểm trận đấu diễn ra, đứng trong top 10.

| Mùa giải | 2010 | 2011 | 2012 | 2013 | 2014 | 2015 | 2016 | 2017 | 2018 | 2019 | Tổng số |
| Thắng    | 0    | 0    | 0    | 0    | 0    | 0    | 0    | 0    | 1    | 0    | 1       |

| #    | Tay vợt      | Xếp hạng | Sự kiện                   | Mặt sân | Vòng   | Tỷ số              | Xếp hạng của MC |
| ---- | ------------ | -------- | ------------------------- | ------- | ------ | ------------------ | --------------- |
| 2018 |              |          |                           |         |        |                    |                 |
| 1.   | David Goffin | Số 9     | Pháp Mở rộng, Paris, Pháp | Đất nện | Vòng 4 | 7–5, 4–6, 6–0, 6–3 | 72              |